# Список почётных граждан Загреба
Почётный гражданин Загреба (хорв. Počasni građanin Grada Zagreba) — почётное звание, присваиваемое Городской Ассамблеей столицы Хорватии Загреба лицам, внёсшим существенный вклад в развитие демократического общества, исторические события и традиции хорватского народа, положительно повлиявшим на статус и репутацию города или его отношения с другими городами как в Хорватии, так и за рубежом, внёсшим вклад в развитие города, а также государственным деятелям и чиновникам иностранных государств, членам иностранных и международных организаций, которые были признаны наиболее достойными и внёсшими существенный вклад в обеспечение суверенитета, независимости и самоопределения Хорватии и Загреба на основе общепризнанных принципов современного мира.

## Список
В списке представлены все, кому было присвоено звание почётного гражданина Загреба — 51 человек. Знаком † обозначены те, кому звание было присвоено посмертно. Из всех почётных граждан Загреба по состоянию на 2017 год живы пятеро: Яница Костелич, Младен Маркач, Анте Готовина, Эмилио Марин.

### Австро-Венгрия(1850—1918)
| №  | Год присвоения | Имя                         | Портрет | Комментарий | П.    |
| -- | -------------- | --------------------------- | ------- | --- | ----- |
| 1  | 1853           | Александр фон Бах           |         | Австрийский юрист, политик, министр юстиции (1848—1849), министр внутренних дел (1848—1849). Способствовал укреплению централизованной власти, уменьшению свободы прессы, однако расширил экономическую свободу — при Бахе были отменены внутренние таможенные сборы. | [ 4 ] |
| 2  | 1853           | Максимилиан О’Доннелл       |         | Австрийский офицер, граф, ставший знаменитым после того, как спас императора Франца Иосифа во время покушения 18 февраля 1853 года. Был удостоен нескольких европейских орденов и помимо Загреба был почётным гражданином Вены, Праги, Пешта, Любляны. | [ 4 ] |
| 3  | 1854           | Йосип Елачич                |         | Австрийский полководец хорватского происхождения, бан Хорватии в 1848—1859 годах, активный участник подавления Венгерской революции 1848—1849 годов; упразднил в Хорватии крепостное право. | [ 4 ] |
| 4  | 1854           | Йосип Буневац               |         | Великий жупан. | [ 4 ] |
| 5  | 1854           | Бенедикт Лентулай           |         | Великий жупан. | [ 4 ] |
| 6  | 1854           | Йосип Флук                  |         | Советник министра | [ 4 ] |
| 7  | 1854           | Йосип Боуффлер              |         | Архитектор | [ 4 ] |
| 8  | 1854           | Сима Маноилович             |         | Информации о деятельности в архивах не сохранилось. | [ 4 ] |
| 9  | 1861           | Вук Караджич                |         | Сербский филолог, реформатор сербского языка и кириллического алфавита, создатель сербской грамматики, один из виднейших деятелей сербского Национального возрождения. Язык и письмо, кодифицированные Караджичем, стали основными в Сербии, Воеводине, Боснии и Герцеговине, Черногории. В правописание был введён фонетический принцип — «как слышится, так и пишется». В путешествиях Караджич собрал большой исторический и этнографические материал, опубликовал произведения сербской устной культуры. | [ 4 ] |
| 10 | 1869           | Эуген Кватерник             |         | Хорватский политический деятель и писатель, один из основателей Хорватской партии права, депутат Сабора, сторонник независимости Хорватии, один из организаторов восстания в Раковице (Кордун). | [ 4 ] |
| 11 | 1880           | Ладислав Пеячевич           |         | Хорватский аристократ, политик и общественный деятель, депутат Сабора, бан Хорватии. При Пеячевиче были ликвидированы хорватская и славонская краины, последние две части бывшей Военной границы, на территории которых восстанавливалась власть Хорватии. | [ 4 ] |
| 12 | 1880           | Иван Зайц                   |         | Хорватский композитор, дирижёр, педагог. Писал, в основном, оперетты. Занимал посты директора и главного дирижёра Загребской оперы и директора Хорватского института музыки. Иван Зайц заложил основу хорватского музыкального возрождения начала XX века. | [ 4 ] |
| 13 | 1881†          | Август Шеноа                |         | Писатель, автор исторических романов, написал популярную патриотическую песню «Živila Hrvatska». Считается «Отцом хорватского романа». | [ 4 ] |
| 14 | 1885           | Евгений Кумичич             |         | Хорватский писатель, романы которого «Госпожа Сабина» и «Сирота» способствовали переходу хорватской литературы от романтизма к реализму. Кроме литературы занимался политикой, был депутатом Сабора. | [ 4 ] |
| 15 | 1886†          | Джуро Даничич               |         | Сербский филолог, переводчик, лексикограф. Составитель «Словаря хорватского или сербского языка». Ученик и последователь Вука Караджича, по примеру которого попытался реформировать хорватский алфавит, заменив диграфы Dj/dj, Lj/lj, Nj/nj, Dž/dž на графемы Đ/đ, Ļ/ļ, Ń/ń, Ģ/ģ, из которых в употребления вошла только первая. | [ 4 ] |
| 16 | 1890           | Иван Бенкович               |         | Художник, иллюстратор, гравёр, карикатурист. | [ 4 ] |
| 17 | 1895           | Кароль Куэн-Хедервари       |         | Венгерский политический деятель, бан Хорватии в 1883—1903 годах. Проводил жёсткую политику мадьяризации страны. Был отправлен в отставку с поста бана после ряда вспыхнувших против него бунтов. В дальнейшем — премьер-министр Венгрии. | [ 4 ] |
| 18 | 1895           | Дежё Банфи                  |         | Венгерский барон политик, умеренный либерал. В 1892—1895 председатель палаты депутатов венгерского парламента, в 1895—1899 годах — премьер-министр Венгрии. Провёл закон о гражданском браке. | [ 4 ] |
| 19 | 1900           | Тадия Смичиклас             |         | Историк, первый почётный профессор Загребского университета. Его двухтомная «История Хорватии» и другие работы заложили основу научной историографии Хорватии и способствовали укреплению идей непрерывности хорватской государственности. Член Сабора, председатель Матицы хорватской. | [ 4 ] |
| 20 | 1903           | Иван Трнский                |         | Хорватский писатель, переводчик, изобретатель головоломок. Организатор и председатель Общества хорватских писателей. | [ 4 ] |
| 21 | 1906           | Джуро Дежелич               |         | Писатель. Был редактором газет «Narodne novive» и «Danika», первым редактором журналов «Domobran» и «Vienac». Писал исторические и философские эссе, политические статьи, стихи, рассказы, романы, биографии известных хорватов, литературу о путешествиях. Был членом городского совета Загреба, заместителем мэра Загреба. В 1868 году основал пожарную службу. | [ 4 ] |
| 22 | 1908           | Юрай Посилович              |         | Священник, архиепископ Загреба. Выступал за развитие общей культуры и науки в Хорватии. Был редактором католической газеты, одним из основателей хорватского литературного общества святого Иеронима, профессором и первым деканом богословского факультета в Загребе. Под патронажем Посиловича был восстановлен Загребский собор, построены монастырь и церковь иезуитов в Загребе. Среди его особых заслуг — усилия по сохранению глаголицы.                                                              | [ 4 ] |
| 23 | 1910†          | Йосип Юрай Штросмайер       |         | Хорватский католический епископ немецкого происхождения, теолог и меценат, политический и общественный деятель. Хорватским народом почитается как «отец родины». Выступал за максимальную автономию Хорватии, но, при этом, сближение южно-славянских народов; славянское богослужение в Хорватии, изучение глаголицы в семинариях Далмации. | [ 4 ] |
| 24 | 1916           | Светозар Бороевич фон Бойна |         | Военный, генерал-фельдмаршал Австро-Венгрии, участник Первой мировой войны. Был противником вступления Хорватии в Королевство сербов, хорватов и словенцев, настаивая на полной независимости хорватского государства. | [ 4 ] |
| 25 | 1916           | Стефан Саркотич             |         | Австро-венгерский военный и политический деятель, генерал-полковник, командующий рядом успешных операций против сербских и черногорских войск. Выступал против создания Королевства сербов, хорватов и словенцев, но за объединение Королевства Хорватия и Славония с Боснией. | [ 4 ] |
| 26 | 1918           | Шиме Маззура                |         | Юрист | [ 4 ] |

### Королевство Югославия(1918—1941)
| №  | Год присвоения | Имя                           | Портрет | Комментарий | П.     |
| -- | -------------- | ----------------------------- | ------- | --- | ------ |
| 27 | 1919†          | Милан Амруш                   |         | Врач, юрист, политик, мэр Загреба в 1890—1892 и 1904—1910 годах. При Амруше была завершена электрификация Загреба. Был построен новый родильный дом. В должности заместителя бана по вопросам религии и образования Амруш начал работу по организации в университетах технических факультетов.                                            | [ 33 ] |
| 28 | 1922           | Векослав Клаич                |         | Историк и писатель, член Хорватской академии наук и искусств. Сторонник студенческих демонстраций и университетской автономии. Его работы сыграли важную роль в укреплении хорватского национального самосознания. Помимо истории и литературы занимался музыкой, был дирижёром.                                                          | [ 33 ] |
| 29 | 1926           | Фране Булич                   |         | Археолог, специалист по римским и средневековым древностям, директор Археологического музея в Сплите и хранитель дворца императора Диоклетиана в 1883—1920 годах. | [ 33 ] |
| 30 | 1927           | Владимир Мажуранич            |         | Хорватский писатель. Представитель известной писательской семьи Мажураничей, сын бана Хорватии в 1873—1880 годах Ивана Мажуранича, отец известной детской писательницы Иваны Брлич-Мажуранич. | [ 33 ] |
| 31 | 1927           | Ксавер Шандор Гяльский        |         | Хорватский писатель. Был противником австро-венгерского засилья в Хорватии. В литературе разрабатывал тему национальной борьбы, вымирающие старинные рода изображал носителями хорватского национального духа и рыцарских традиций. Великий жупан Загребской жупании.                                                                     | [ 33 ] |
| 32 | 1927           | Драгутин Горянович-Крамбергер |         | Хорватский геолог, археолог, палеонтолог. В 1899 году обнаружил стоянку неандертальцев в Крапине, в связи с чем опубликовал 53 работы. Находка позволила выделить отдельный подвид Homo Krapiniensis. Горянович-Крамбергер — член Югославской академии наук и искусств. Помимо Загреба является почётным гражданином Крапины и Карловаца. | [ 33 ] |
| 33 | 1929           | Антун Бауэр                   |         | Хорватский священник, архиепископ Загреба. | [ 33 ] |
| 34 | 1934           | Теодор Викерхаузер            |         | Врач, профессор хирургии, основатель хирургического отделения в больнице Загреба. | [ 33 ] |

### Социалистическая Югославия
| №  | Год присвоения | Имя                     | Портрет | Комментарий | П.     |
| -- | -------------- | ----------------------- | ------- | --- | ------ |
| 35 | 1945           | Иосип Броз Тито         |         | Югославский военный, государственный и партийный деятель, лидер Югославии в 1945—1980 годах (с 1953 года — президент), маршал. Один из организаторов и главнокомандующий Народно-освободительной армии Югославии, Народный герой Югославии.                                  | [ 46 ] |
| 36 | 1950           | Владимир Бакарич        |         | Политик, участник Народно-освободительной борьбы, Народный герой Югославии, один из ближайших соратников Тито, член Президиума СКЮ, вице-президент СФРЮ. Доктор права | [ 46 ] |
| 37 | 1960           | Мирослав Крлежа         |         | Хорватский писатель: поэт, прозаик, драматург, эссеист. Один из крупнейших представителей модернизма в балканской литературе. Вице-президент Академии наук и искусств, глава Хорватского института лексикографии, в 1958—1961 руководил Союзом писателей Югославии.          | [ 46 ] |
| 38 | 1980           | Анка Берус              |         | Югославская партизанка, участница Народно-освободительной борьбы, Народный герой Югославии, профессор. После войны занимала разные высокие посты в руководстве Социалистический Республики Хорватии.                                                                         | [ 46 ] |
| 39 | 1980           | Павле Грегорич          |         | Участник Октябрьской революции и Народно-освободительной борьбы, Народный герой Югославии. После войны занимал различные высокие посты в руководстве Хорватии и Югославии, в том числе был членом ЦК Союза коммунистов Югославии.                                            | [ 46 ] |
| 40 | 1980           | Иван Краячич            |         | Югославский военный (генерал-лейтенант) и политик. Участник гражданской войны в Испании и Народно-освободительной борьбы, Народный герой Югославии, в 1963—1967 годах — председатель Сабора Хорватии.                                                                        | [ 46 ] |
| 41 | 1980           | Карло Мразович          |         | Югославский военный (генерал-лейтенант) и политик. Участник Венгерской революции 1919 года, гражданской войны в Испании, Народно-освободительной борьбы, Народный герой Югославии, в 1949—1952 годах — председатель президиума Хорватского Сабора                            | [ 46 ] |
| 42 | 1980           | Мика Шпиляк             |         | Югославский революционер, участник Народно-освободительной борьбы, Народный герой Югославии, мэр Загреба в 1949—50 годах, председатель Совета Союза профсоюзов Югославии, председатель Президиума СФРЮ. В 1984—1986 годах — секретарь ЦК Союза коммунистов Хорватии          | [ 46 ] |
| 43 | 1985†          | Форбс Бёрнхем           |         | Политик, премьер-министр и президент Гайаны. В годы его правления Гайана окончательно избавилась от колониального статуса, однако имел место рост авторитаризма. Политический курс претерпел сдвиг к левой идеологии; произошло сближение страны с Кубой и Советским Союзом. | [ 46 ] |
| 44 | 1987           | Хавьер Перес де Куэльяр |         | Перуанский дипломат. С 1940 года работал в Министерстве международных отношений Перу, работал в посольствах Перу в разных странах, в 1971—1982 годах возглавлял перуанскую делегацию в ООН. В 1982—1991 годах — 5-й Генеральный секретарь ООН.                               | [ 46 ] |

### НезависимаяХорватия
| №  | Год присвоения | Имя                 | Портрет | Комментарий | П.     |
| -- | -------------- | ------------------- | ------- | --- | ------ |
| 45 | 1990           | Мать Тереза         |         | Католическая монахиня, основательница женской монашеской конгрегации «Сёстры — миссионерки любви», занимающейся служением бедным и больным. Лауреат Нобелевской премии мира. Причислена Католической Церковью к лику блаженных. | [ 55 ] |
| 46 | 1992           | Франьо Туджман      |         | Хорватский военный (маршал), политик, первый президент независимой Хорватии (1990—1999). Участвовал в Народно-освободительной борьбе, впоследствии сделал военную карьеру, став самым молодым югославским генералом армии. C 60-х годов занял ревизионистскую националистическую антисербскую и антикоммунистическую позицию, за что был исключён из партии и дважды судим. В 1990 году создал партию ХДС, пришедшую к власти. На годы правления Туджмана пришлась гражданская война в Хорватии (1991—1995), являвшаяся частью серии военных конфликтов, сопровождавших распад Югославии в 90-х годах XX века. | [ 55 ] |
| 47 | 1998           | Маргарет Тэтчер     |         | Британский политик, лидер Консервативной партии, 71-й премьер-министр Великобритании (1979—1990), первая женщина на этом посту и единственный премьер-министр, кто за предшествующие более чем 150 лет занимал этот пост столь долгое время. | [ 55 ] |
| 48 | 2000           | Драгутин Тадиянович |         | Хорватский поэт. Был редактором газеты «Narodne novine» (1935—1940), преподавал в Загребской академии искусств (1939—1945). Состоял в Хорватской академии науки и искусств Литературного института, директором которого был с 1953 по 1973 год. В 1964—1965 годах был председателем Общества хорватских писателей. | [ 55 ] |
| 49 | 2005           | Яница Костелич      |         | Хорватская горнолыжница, четырёхкратная олимпийская чемпионка, пятикратная чемпионка мира. Единственная горнолыжница, четырежды победившая на Олимпиадах и единственная, завоевавшая три золота на одних Играх (2002). Трёхкратная обладательница кубка мира (2001, 2003, 2006). На Олимпийских играх 2002 года завоевала первые олимпийские медали Хорватии. | [ 55 ] |
| 50 | 2008†          | Вечеслав Холевац    |         | Югославский военный и политический деятель. Один из организаторов партизанского движения на территории Хорватии во время Народно-освободительной борьбы. Народный герой Югославии. В 1952—1963 годах занимал пост мэра Загреба. При Холеваце в Загребе было построено значительное количество важных сооружений, в том числе мост через Саву. | [ 55 ] |
| 51 | 2010†          | Эдо Муртич          |         | Хорватский художник и гравёр, представитель лирического абстракционизма и абстрактного экспрессионизма. Работал в различных направлениях: масло, гуашь, графика, керамика, мозаика, фрески и театральная сценография. Участвовал в более чем 150 персональных и 300 совместных выставок. | [ 55 ] |
| 52 | 2015           | Младен Маркач       |         | Генерал-лейтенант хорватской армии в отставке | [ 55 ] |
| 53 | 2015           | Анте Готовина       |         | Генерал-лейтенант хорватской армии в отставке | [ 55 ] |
| 54 | 2016†          | Рудольф Перешин     |         | Бригадир хорватской армии | [ 55 ] |
| 55 | 2017           | Алоиз Мок           |         | Австрийский государственный деятель | [ 55 ] |
| 56 | 2017†          | Ганс-Дитрих Геншер  |         | Немецкий государственный деятель | [ 55 ] |
| 57 | 2017           | Гельмут Коль        |         | Немецкий государственный деятель | [ 55 ] |
| 58 | 2017           | Эмилио Марин        |         | Проректор по организации и управлению Хорватского католического университета | [ 55 ] |
| 59 | 2019           | Бранко Лустиг       |         | Хорватский и американский продюсер и актёр |        |